# Třída Framée
Třída Framée byla třída torpédoborců francouzského námořnictva. Celkem byly postaveny čtyři jednotky této třídy. Francouzské námořnictvo je provozovalo od roku 1900. Dva byly ve službě ztraceny po srážce s jiným plavidlem.

## Stava
Celkem byly postaveny čtyři jednotky této třídy. Vycházely z třídy Durandal, avšak se čtyřmi kotly a komíny. Po dvou jednotkách postavily loděnice Ateliers et Chantiers de la Loire v Saint-Nazaire a Forges et chantiers de la Méditerranée v La Seyne. Do služby byla přijaty v letech 1900–1901.
Jednotky třídy Framée:
| Jméno        | Založení kýlu | Spuštěn           | Vstup do služby | Osud                                                                                         |
| ------------ | ------------- | ----------------- | --------------- | -------------------------------------------------------------------------------------------- |
| Framée (M4)  | 1897          | 21. října 1899    | 1900            | Dne 11. srpna 1900 se poblíž mysu svatého Vincence potopil po kolizi s bitevní lodí Brennus. |
| Yatagan (M5) | 1897          | 20. července 1900 | říjen 1900      | Dne 3. listopadu 1916 se potopil po kolizi s plavidlem SS Teviot.                            |
| Pique (M6)   | 1897          | 31. března 1900   | květen 1901     | Vyškrtnut 1921.                                                                              |
| Epée (M7)    | 1897          | 27. července 1900 | červenec 1901   | Vyškrtnut 1920.                                                                              |

## Konstrukce

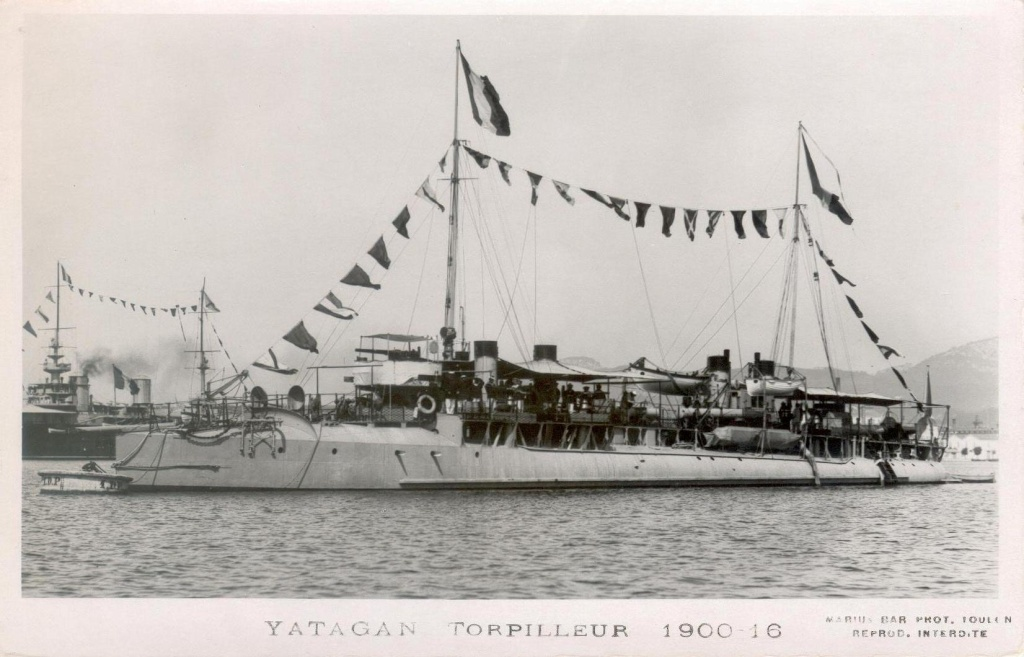
Yatagan (M5)

Výzbroj představoval jeden 65mm kanón, šest 47mm kanónů a dva 380mm torpédomety. Pohonný systém tvořily dva kotle Normand a dva parní stroje s trojnásobnou expanzí o výkonu 4800–5200 shp, pohánějící dva lodní šrouby. Spaliny odváděly čtyři komíny. Nejvyšší rychlost dosahovala 26 uzlů. Dosah byl 2050 námořních mil při rychlosti deset uzlů.